# Chlmec
Chlmec je obec na Slovensku v okrese Humenné v Prešovském kraji ležící na úpatí Vihorlatských vrchů. Žije zde 588 obyvatel.
První písemná zmínka pochází z roku 1451. Nachází se zde moderní římskokatolický kostel svaté Máří Magdaleny. V blízkosti obce je lyžařské středisko.